# Henning Christiansen
Henning Christiansen, né le 28 mai 1932, à Copenhague et mort le 10 décembre 2008 à Næstved, est un compositeur danois, un membre actif du mouvement Fluxus.

## Collaborations
Henning Christiansen a travaillé avec des artistes comme Joseph Beuys et Nam June Paik, ainsi qu'avec sa femme Ursula Reuter Christiansen. Parmi ses autres collaborations se trouvent Bjørn Nørgaard, Carlo Quartucci, Carla Tato, Ernst Kretzer, Ben Patterson, David Moss, Ute Wassermann, Andreas Oldörp, Christophe Charles, Bernd Jasper, Henrik Kiel, Vilem Wagner, Vladimir Tarasov (en), Niko Tenten. Il a composé entre autres la musique du film expérimental Det perfekte menneske de Jørgen Leth en 1967.

## Compositions
- Perspective Constructions (1965)
- Den arkadiske op.32 (1966)
- fluxorum organum Op.39 (1967)
- Symphony Natura Op.170 (1985)
- Abschiedssymphonie Op.177 (1988)
- Kreuzmusik (1989)
- Verena Vogelzymphon (1991)
- Dust Out of Brain (1995)

## Récompenses
- Médaille Eckersberg